# 何中中
何中中博士，MBE，JP（英語：Dr. Ho Chung-chung，1906年3月28日—1979年9月15日），香港基督教女教育家，1946年至1974年間任香港真光中學校長，她畢生從事教育工作，對該校發展奠下重要基石。在任校長期間，何中中也曾於1968年至1974年擔任港府教育委員會委員。
何中中生於香港，早年先後受教於英華女學校、廣州真光女子中學、嶺南大學和美國哥倫比亞大學教育學院，是當時少有在海外接受高等教育的華人女性。大學畢業後，她在母校廣州真光任教，並在1937年隨校遷至香港。二次大戰結束後，何中中擔任香港真光中學首任校長，掌管校政前後28年。她任內主張學生中英並重，而且特別強調德育的重要性，認為學校不應只注重傳授知識，也要協助學生尋找目標；她還規定學生必須穿著天藍色傳統長衫和束短髮，使長衫短髮成為當時真光女生的標記。
何中中也是虔誠的基督徒，她長年擔任中華基督教會香港合一堂堂主任的助祭，也出任該會轄下多所教會學校的校董職務。為表揚她終身對教育方面的貢獻，何中中曾獲香港大學頒授榮譽文學博士學位，且屢獲英廷賜封勳銜。

## 生平

### 早年生涯
何中中祖籍廣東南海，1906年3月28日生於香港，與香港開埠初年的華人牧師何福堂同宗。何中中一家也是虔誠的基督徒，她的父親何高俊醫生（Dr. Ho Ko-tsun）早年就讀於香港西醫書院，與革命家孫中山同是校友，畢業後長年在灣仔的東約公立醫局提供義診，是該局唯一的主診醫生。他行醫前後逾40年，曾獲英廷賜予OBE勳銜。何中中另有兩名胞妹，分別名叫何育中和何尾中。
何中中在1920年獲父親送到英華女學校讀書，但當時重男輕女之風仍重，加上要照顧身體欠佳的祖母，在英華只讀了兩年多的何中中被迫在1923年1月綴學，此後待在家中自修國學。雖然如此，受父親行醫助人的精神啟發，她自少立志成為教師，對社會作出貢獻。一直到1928年，已22歲的何中中終獲父親批准投考屬於教會學校的廣州市真光女子中學，並獲取錄入讀高中。1930年畢業後，何中中考入廣州嶺南大學，主修教育，於1934年6月獲取文學士學位。
大學畢業後，何中中旋於1934年9月返母校廣州市真光女子中學任教歷史，1935年9月至1936年間兼任教務主任。在1936年，她進一步前赴美國紐約市的哥倫比亞大學教育學院深造，於1937年獲得文學碩士學位。

### 教育生涯

#### 香港真光中學
何中中在1937年9月返廣州真光重執教鞭，但當時正值中日戰爭，任教不出一星期，日軍即對廣州市展開猛烈空襲，全市陷入混亂。何中中遂隨校遷到香港灣仔附近的肇輝臺繼續辦學。遷港以後，她在1937年9月至1941年7月出任教務主任，未幾，日軍在1941年12月揮軍香港，爆發香港保衛戰，同年12月25日，港督楊慕琦爵士投降，標誌著香港淪陷。
香港淪陷後，真光中學與及早自1935年在香港創立的小學部一概停辦。至1942年，真光中學於粵北連縣的三江圩復校，1943年和1945年再先後遷往曲江縣和連縣雙喜山。這時期的何中中則與家人一直留在香港至1942年9月，及後，她轉往廣州灣（今湛江市）的私立培才小學任教，由1943年1月至1945年12月間擔任教務主任。
隨著第二次世界大戰結束以及1945年8月香港重光，何中中在1946年1月1日獲聘為位於香港堅道的真光女子中學小學部校長，設法重整校業，初時共有學生411名、教師20名，並獲1,000港元經費。翌年2月，小學部增設初中，學生人數也增至452人，至1948年，學校向教育司署登記正式名為香港真光中學。另一邊廂，廣州真光在1945年9月於白鶴洞舊址復課，1947年由馬儀英博士接任校長，可是不久以後國共內戰和中國大陸政權易幟，馬儀英在1949年遷校到香港九龍塘沙福道，創立九龍真光中學，所以在戰後初期，香港島和九龍各有一所真光中學，兩者繼續互有聯繫。

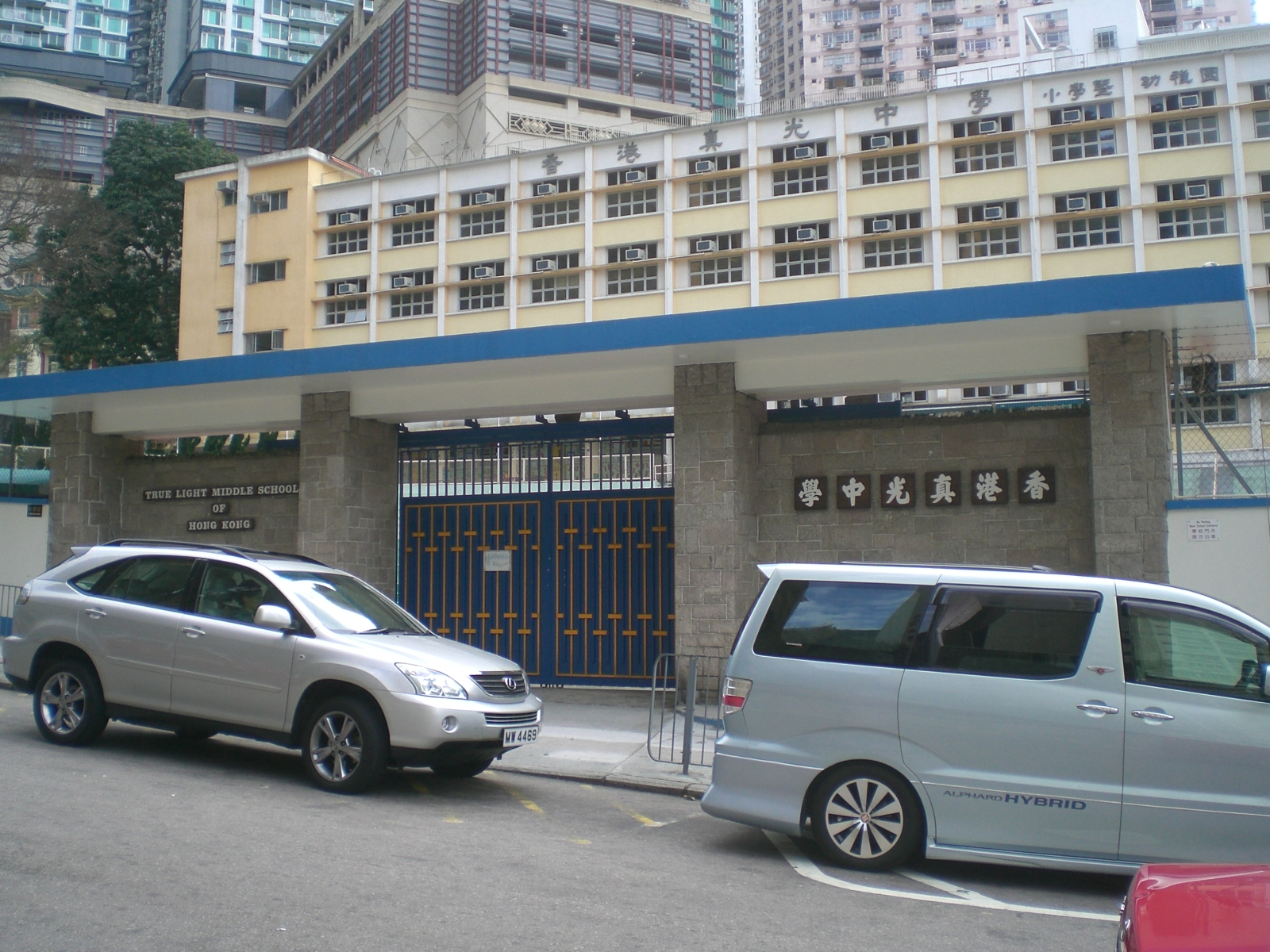
香港真光中學位於大坑道的校址。

為應付戰後學生人數日益增加，何中中在1949年向港府申請撥地擴充中學部，獲港府在1950年撥出大坑道一幅土地興建新校舍。在1951年9月，初中部率先遷入大坑道新校舍，同年又增設高中部。在1953年11月，港府再撥出大坑道相連土地供擴建之用，促成第二小學和幼稚園校舍與中學部擴建部份相繼在1956年和1960年建成，並先後邀得港督葛量洪爵士夫人和柏立基爵士主持落成啟用儀式。除了上述擴建外，何中中在校長任內還修建了真光堂和噴水池等設施，為慶祝真光創校百周年紀念，何中中在1972年還為學校籌建百齡堂和游泳池。復至1973年，原設於堅道的真光第一小學也一併併入大坑道校址。
香港真光創校之初雖為中文中學，但何中中也特別重視學生的英文水平，所以在校內增加英文科的時數，而一般科目在課堂上雖然以廣東話授課，但採用的課本均為英文。在1972年，何中中為學校增設英文部，各級由初中起每年增設一班，專門以英語授課。有關決定在當時雖然引起一陣爭議，但何中中強調中文班別會繼續重視英文，英文班也不會減低中文的重要性，確保學生不會「不中不西」。不過，隨著學校發展以及港府教育制度的演變，香港真光復於1998年取消中文班，正式改為英文中學。
何中中另一辦學理念，是學校除了傳授知識外，也應盡力培育學生的品德和身心健康，以及協助學生尋找人生目標，因此，香港真光尤其重視德育。何中中經常勉勵學生要有責任感，鼓勵學生建立互助友愛的精神，齊心解決問題。在她的安排下，學校還每年舉辦聖誕節收集寒衣運動和籌募助學金遊藝會，前者平均每年從學生收集逾22,000件舊衣物，用以分贈有需要的人士和慈善團體；後者則放手讓學生們自行策劃，再將遊藝會的收益補貼校內清貧學生的學費。何中中還鼓勵學生多參與課外活動和義務工作，為此，她在任內甚至特別聯絡心光盲人院等團體，透過照顧殘疾人士和長者等有需要的人士，讓學生切身處地了解社會和學懂關懷弱勢社群。為了更有效地推行校政，何中中每年均與教員為來年的工作訂定教學和輔導的目標，此外又支持教師發展專長，以針對學生的需要。
對於六、七十年代青少年的不良風氣，何中中曾作不少批評。她強調青少年不應追棒物質功利主義，也大力反對學生追逐潮流和作時尚打扮。為保持真光中學作為女校的淳樸校風，何中中規定學生一律穿著天藍色的傳統長衫校服，長衫長度應及膝下兩吋，學生也不准留長髮。雖然校內一直有聲音希望校方放寬不留長髮的規定，但何中中堅不讓步，為了以身作則，她平時更以穿長衫、束短髮的模樣示人，使長衫短髮成為真光女生的標記。一直到她卸任校長後多年，校方才於1993年放寬容許學生留長髮，但初時只准學生「綁孖辮」。到2004年，校方進一步放寬，容許學生「綁馬尾」上學，至此該校的髮型規管才與香港主流學校看齊。

#### 其他公職
除擔任香港真光中學校長一職以外，何中中自1948年和1949年起分別出任香港真光中學和九龍真光中學校董。在1973年，為紀念真光中學創校百周年，九龍真光中學校董會決議在九龍油麻地籌建真光女書院，何中中也參與其中，並在1973年至1976年間擔任真光女書院的創校校董。在任校長後期，她又參與籌建香港真光書院，促使書院在1975年於香港真光書院的堅道舊校址創校。

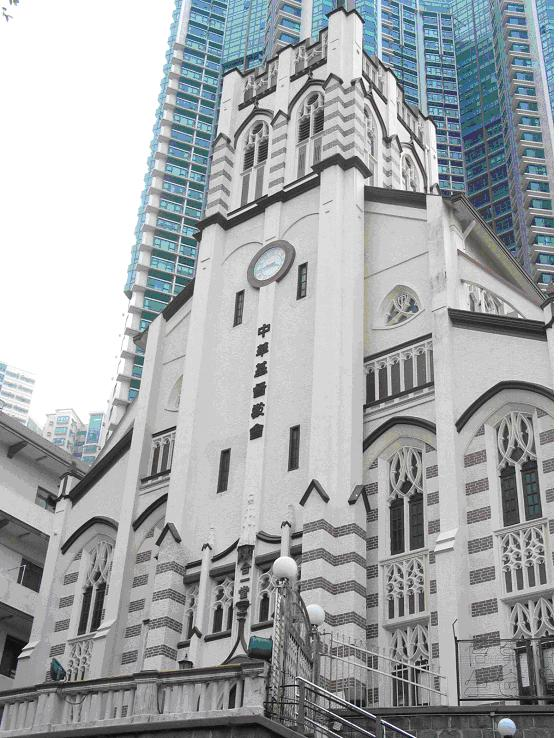
合一堂

何中中自1948年起出任英華女學校校董，嗣後又兼任北角衛理小學、公理書院和英華書院校董。在大專教育方面，自香港中文大學在1963年創立後，她歷任中文大學入學試委員會委員，並在1964年至1971年出任聯合書院校董，到1971年和1972年起相繼出任新亞書院及崇基學院校董。具豐富教學經驗的何中中，早年曾任教師會中文部籌備委員及司庫，也是港府升中考試委員會委員，她在1968年獲港府委任為香港中文中學畢業會考委員會委員，同年起出任港府教育委員會委員，就中小學政策向港府提供意見。在1973年，她進而出任香港中文中學畢業會考委員會主席一職，至翌年卸任，同時卸下教育委員會職務。
何中中是虔誠的基督徒，與所屬的中華基督教會關係深厚。在1956年6月17日，她獲該會委任為旗下香港合一堂女執事；在1956年至1957年、及在1959年1月至1963年7月期間，她是香港合一堂堂主任李貞明牧師的助祭，後來復由1957年至1958年、以及由1963年至1976年間，擔任繼任堂主任翁珏光牧師之助祭。除了香港合一堂的教會事工，何中中還長年擔任合一堂幼稚園校董，1960年起兼任合一堂小學校董，1967年起再兼任該校校監，也是中華基督教會灣仔堂小學校董。另一方面，何中中是中華基督教會香港區學務委員會主席，負責擔任轄下荃灣全完學校、大埔墟正而學校、大澳學校、上水堂幼稚園、元朗真光學校和屯門拔臣學校等二十多家中小學的校董。
何中中早年還擔任過女青年會會董，1962年至1968年間是香港基督教協進會執行委員，另外也是香港心理衛生會創會會員及世界心理衛生聯盟會員。在1959年，何中中獲取基督普世合一獎學金（Ecumenical Fellowship），得以暫時放下真光中學的教務，以研究生身份到美國的紐約協和神學院，深造宗教學課程。在美留學期間，她在1960年4月獲邀於美國首都華盛頓出席白宮兒童及青少年事務會議（White House Conference on Children and Youth），同年學成返港。
為表揚何中中在教育方面的貢獻，英廷在1953年6月2日向她頒授英女皇伊利沙伯二世加冕勳章，在1955年的元旦授勳名單中又向她賜予MBE勳銜，她在1961年5月30日再獲港府奉委為非官守太平紳士。在1959年10月10日遊美期間，何中中獲俄亥俄州西方女子學院（Western College for Women）頒授榮譽文學博士學位。

### 晚年生涯
擔任香港真光中學校長前後28年的何中中在1974年7月榮休，為表彰她畢生對教育界的貢獻，香港大學在1975年3月向她頒授榮譽文學博士學位；同年5月又獲美國康州州立中央學院（Central Connecticut State College，康州州立中央大學前身）邀請成為該校學生會榮譽會員。
卸任校長後的何中中仍相當活躍，她繼續擔任多所教育機構的校董工作，又不時返回香港真光中學演講，且熱心教會工作。在退休後數年間，她遊遍美國、加拿大和澳洲各地，探訪海外各地數百名真光舊生。在1975年5月，何中中移居加拿大溫哥華，復於1976年卸下了香港的所有工作。晚年的她相當關注當地華僑子女的教育，更一手在1979年2月於列治文市創立真光中文學校，出任校董會主席兼校監。
可是，真光中文學校草創數月後，身患癌病的何中中就在1979年9月15日上午8時15分，病逝於溫哥華聖約瑟醫院，終年73歲。何中中的安息禮拜在同年9月18日於溫哥華協和禮拜堂舉行，儀式所得帛金一概贈予當地防癌研究中心；香港方面，中華基督教會和香港真光中學為表哀悼，也在同年9月23日於合一堂舉行追思禮拜，各界致悼者眾。何中中終身未嫁，她的遺體在1979年10月26日安葬於溫哥華市郊的山景墳場（Mountain View Cemetery），她畢生任教於香港真光中學的胞妹何尾中、以及總務主任陳簡卿兩人身後，也相繼在1984年葬於何中中墓旁。
為紀念何中中的貢獻，香港真光中學特別為她在校內豎立一座半身雕像，而溫哥華真光中文學校的新教學大樓在2002年落成後，也特別將大樓命名為「何中中博士紀念樓」。

## 榮譽

### 殊勳
- 加冕勳章 （1953年6月2日）
- M.B.E. （1955年元旦授勳名單[21]）
- J.P. （非官守，1961年5月30日）

### 榮譽學位
榮譽文學博士：
- 西方女子學院（L.H.D.；1959年10月10日）
- 香港大學（D.Litt.；1975年3月）

## 注腳
1. ↑  〈何中中〉，《傳記文學》第416-421卷，傳記文學雜誌社，1997年。
2. 1 2 3 4 5 6 7 8 9 10 11 12 13 14 15 16 17  Luzzatto, Rola, "HO Chung Chung", Hong Kong Who's Who, 1973.
3. ↑  Smith, Carl, "A Sense of History", Journal of the Royal Asiatic Society Hong Kong Branch Vol 26, 1986.
4. 1 2 3 4 5 6  "Chung Chung HO", Honorary Degrees Congregation, Hong Kong: University of Hong Kong, 1975.
5. ↑  〈何高俊醫生昨晚逝世〉（1953年6月7日）
6. 1 2  "HO, CHUNG CHUNG", The Union Theological Seminary in the City of New York, New York : Alumni Office, 1970.
7. 1 2 3  〈廣州真光女子中學的變遷〉，《芳村文史第一輯》，廣州：荔灣區政協，造訪於2011年3月13日。
8. ↑  〈學校歷史及辦學〉，《香港真光中學小學部》，造訪於2011年3月13日。
9. 1 2 3 4 5  "History", The True Light Middle School of Hong Kong, retrieved on 13 March 2011.
10. 1 2 3  〈校園歷史篇．七十五周年校史影音講稿〉，《老師手記》，造訪於2011年3月13日。
11. 1 2 3 4  林江仙，〈訪問何中中校長的回憶〉，《華僑日報》第六張第一頁，1979年9月24日。
12. 1 2 3 4 5  "The Honorary Graduates' Speech Presented by Chung Chung HO", Honorary Degrees Congregation, Hong Kong: University of Hong Kong, 1975.
13. 1 2 3  〈香港真光女中校長何中中，指出女子穿性感服裝，導致男子幹出性罪行〉，《工商日報》第六頁，1970年5月21日。
14. ↑  《真光女書院校史》，九龍：真光女書院，2009年。
15. ↑  〈學校歷史〉，《香港真光書院》，造訪於2011年3月13日。
16. 1 2 3 4 5 6 7 8 9  岑維休主編，《香港年鑑》，香港：華僑日報，歷年（1960年－1979年）。
17. ↑  〈聯合書院聘請三位新董事：何添、鍾士元及何中中〉，《工商日報》第六頁，1964年10月23日。
18. 1 2  〈何中中博士病逝〉，《華僑日報》第六張第一頁，1979年9月18日。
19. 1 2 3  〈何中中女士仙逝〉，《大漢公報》第一頁，溫哥華，1979年9月17日。
20. ↑  "ho-hs", Community Services - Mountain View Cemetery, retrieved on 13 March 2011.
21. ↑  "Supplement to Issue 40366", London Gazette, 31 December 1954, p.26.

### 英文資料
- "Supplement to Issue 40366", London Gazette, 31 December 1954, p. 26.
- "HO, CHUNG CHUNG", The Union Theological Seminary in the City of New York, New York :  Alumni Office,  1970. 網上版本（页面存档备份，存于）
- Luzzatto, Rola, "HO Chung Chung", Hong Kong Who's Who, 1973.
- "Chung Chung HO", Honorary Degrees Congregation, Hong Kong: University of Hong Kong, 1975. 網頁一[永久]、網頁二[永久]
- "The Honorary Graduates' Speech Presented by Chung Chung HO", Honorary Degrees Congregation, Hong Kong: University of Hong Kong, 1975. 網頁
- Smith, Carl, "A Sense of History", Journal of the Royal Asiatic Society Hong Kong Branch Vol 26, 1986. 網上版本
- "ho-hs", Community Services - Mountain View Cemetery, retrieved on 13 March 2011. 網頁（页面存档备份，存于）
- "History", The True Light Middle School of Hong Kong, retrieved on 13 March 2011. 網頁

### 中文資料
- 〈何高俊醫生昨晚逝世〉，《華僑日報》第二張第二頁，1953年6月7日。
- 岑維休主編，《香港年鑑》，香港：華僑日報，歷年（1960年－1979年）。
- 〈聯合書院聘請三位新董事：何添、鍾士元及何中中〉，《工商日報》第六頁，1964年10月23日。
- 〈香港真光女中校長何中中，指出女子穿性感服裝，導致男子幹出性罪行〉，《工商日報》第六頁，1970年5月21日。
- 〈何中中女士仙逝〉，《大漢公報》第一頁，溫哥華，1979年9月17日。網上版本
- 〈何中中博士病逝〉，《華僑日報》第六張第一頁，1979年9月18日。
- 林江仙，〈訪問何中中校長的回憶〉，《華僑日報》第六張第一頁，1979年9月24日。
- 〈何中中〉，《傳記文學》第416-421卷，傳記文學雜誌社，1997年。
- 〈學校歷史及辦學〉，《香港真光中學小學部》，造訪於2011年3月13日。網頁
- 〈校園歷史篇．七十五周年校史影音講稿〉，《老師手記》，造訪於2011年3月13日。網頁Archive.today的存檔，存档日期2013-01-05
- 〈廣州真光女子中學的變遷〉，《芳村文史第一輯》，廣州：荔灣區政協，造訪於2011年3月13日。網頁Archive.today的存檔，存档日期2012-11-27
- 《真光女書院校史》，九龍：真光女書院，2009年。
- 〈學校歷史〉，《香港真光書院》，造訪於2011年3月13日。網頁

## 延伸閱讀
- 何中中，《何中中文集》，香港：香港真光中學，2005年。
- 梁文儀等編，《留芳頌》，香港：香港真光中學，2005年。

## 外部連結
- 香港真光中學
- 真光中文學校
- 香港大學贊詞[永久]，1975年3月
  - 何中中博士致辭[永久]
- 何中中校長墓Archive.today的存檔，存档日期2013-01-05
- 陶傑，〈湖水藍畔訪舊校[永久]〉，《坐看雲起時》，2008年9月25日。

| 學術機關職務                                        | 學術機關職務                    | 學術機關職務  |
| --------------------------------------------------- | ------------------------------- | ------------- |
| 前任： 曹何玉瑛 香港真光小學校長 （1935年－1941年） | 香港真光中學校長 1946年－1974年 | 繼任： 黃秀清 |